# Bodianus albotaeniatus
Bodianus albotaeniatus е вид бодлоперка от семейство Labridae. Видът не е застрашен от изчезване.

## Разпространение
Разпространен е в Малки далечни острови на САЩ и САЩ.

## Описание
На дължина достигат до 32,8 cm.